# Мантачи (Мисисипи)
Мантачи (енгл. Mantachie) град је у америчкој савезној држави Мисисипи.

## Демографија
По попису из 2010. године број становника је 1.144, што је 37 (3,3%) становника више него 2000. године.
| Група             | 2000.         | 2010.         |
| Белци             | 1.079 (97,5%) | 1.105 (96,6%) |
| Афроамериканци    | 16 (1,4%)     | 25 (2,2%)     |
| Азијати           | 1 (0,1%)      | 2 (0,2%)      |
| Хиспаноамериканци | 6 (0,5%)      | 5 (0,4%)      |
| Укупно            | 1.107         | 1.144         |